# Matt Cornett
Matt Cornett, né le 6 octobre 1998 à Rogers (Arkansas), est un acteur et chanteur américain.

## Carrière
En mai 2021, il est annoncé au casting de Zombies 3, opus de la série de téléfilms Disney Channel.

## Filmographie

### Cinéma

#### Courts métrages
- 2012 : Family Treasure de Justin Dabrow : Bully
- 2017 : Fading de Kenneth Arnold Taylor : Matt

#### Longs métrages
- 2013 : Can de  Ray Cartier : Diego
- 2015 : I Think My Babysitter's an Alien de R.L. Scott : Glenn
- 2016 : Inconceivable de Tom Shell : Zach
- 2018 : Alex & Me de Eric Champnella : Logan Wills

### Télévision

#### Séries télévisées
- 2013 : Southland : Lou (1 épisode)
- 2012 - 2014 : Nightmare U : Daniel (3 épisodes)
- 2015 : The Dunes Club : Carter
- 2015 : Future Shock : Chad
- 2015 - 2016 : Bella et les Bulldogs : Zach Barnes (6 épisodes)
- 2016 : The Middle : Duncan (1 épisode)
- 2016 : Esprits criminels : Austin Settergren(1 épisode)
- 2017 : Speechless : Chase Settergren (1 épisode)
- 2017 - 2018: Life in Pieces : Ryan (4 épisodes)
- 2018 : Perfect Citizens : Nathan Schurzer
- 2018 : Alone Together : Logan (1 épisode)
- 2019 : La blessure d'une femme : Alston Garrett
- 2019 : Game Shakers : Blake (3 épisodes)
- 2019 - 2020 : Les Goldberg : Andrew Gallery (2 épisodes)

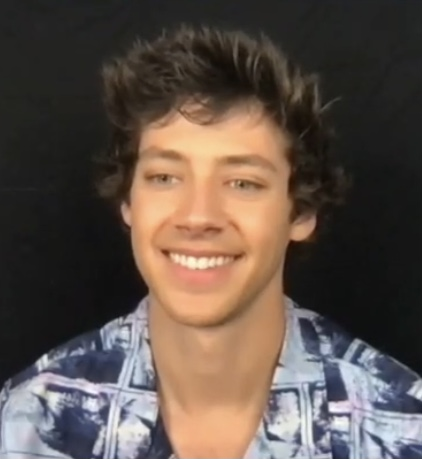
Image de Matt Cornett

- 2019-2022 : High School Musical : La Comédie musicale, la série : E.J. Caswell